# Ramaria murrillii
Ramaria murrillii är en svampart som först beskrevs av Coker, och fick sitt nu gällande namn av Corner 1950. Ramaria murrillii ingår i släktet Ramaria och familjen Gomphaceae.   Inga underarter finns listade i Catalogue of Life.